# Joan Martorell i Montells

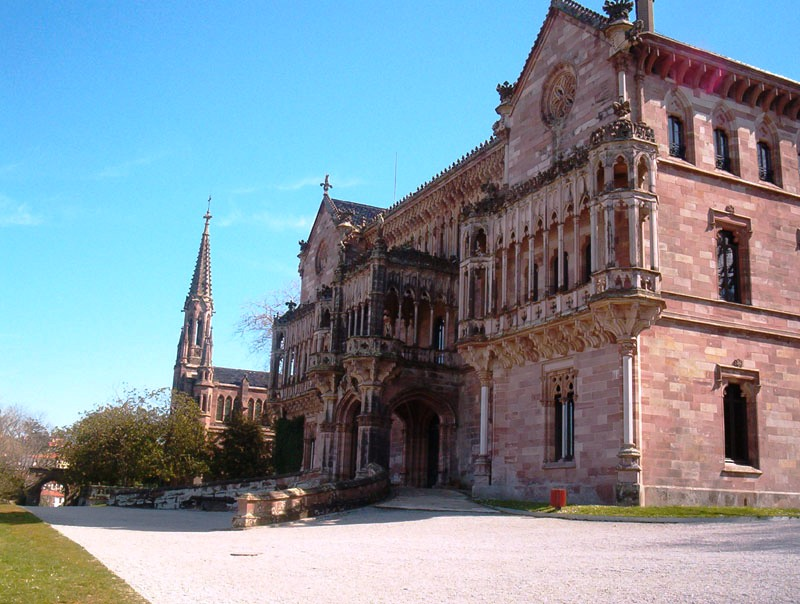
Palau de Sobrellano, a Comillas

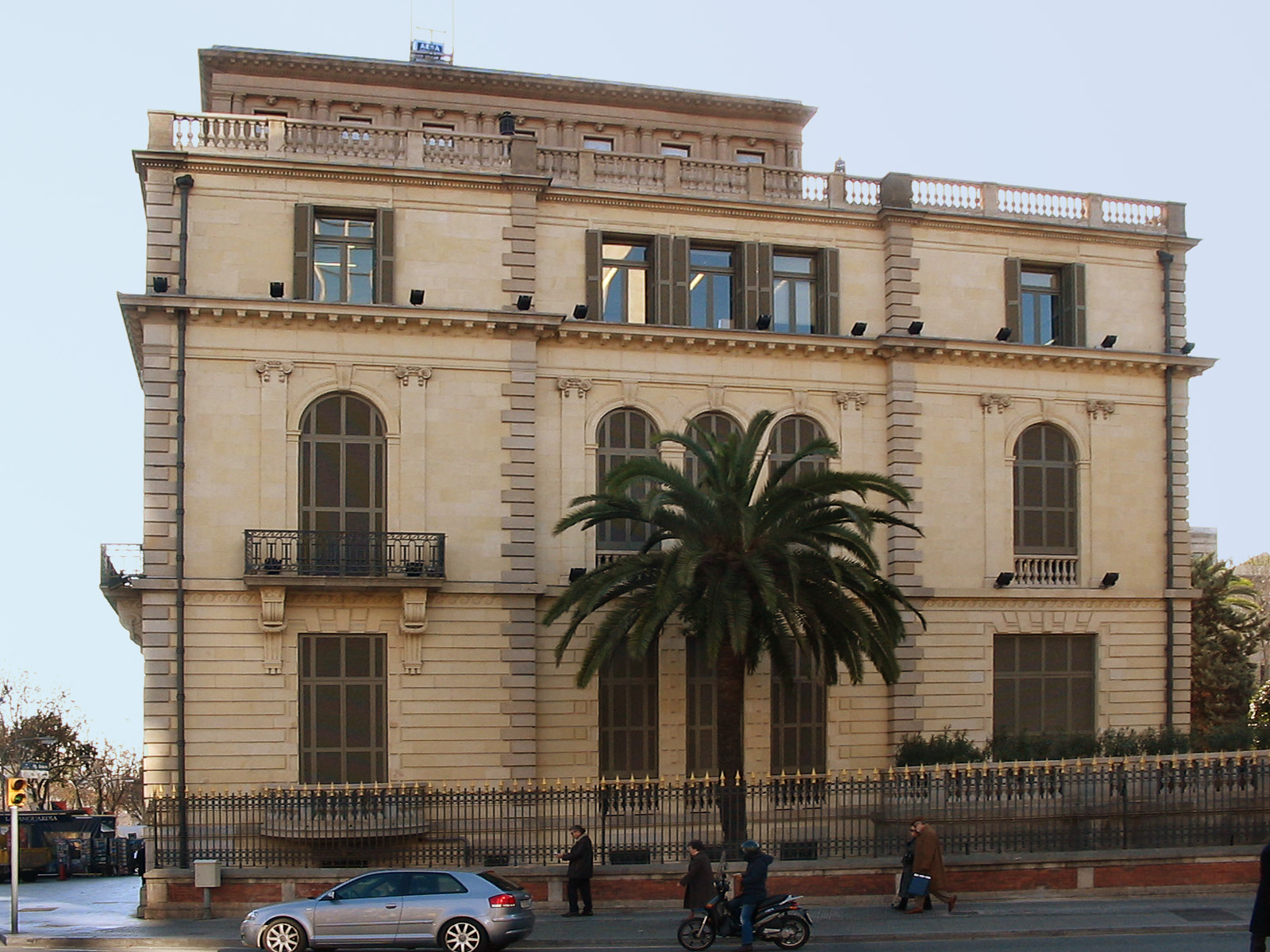
Casa del marquès de Robert a Barcelona

Joan Martorell i Montells (Barcelona, 1833 - 1906) fou un arquitecte català. Titulat el 27 de novembre de 1876, va desenvolupar la seva obra inicialment dintre de l'estil goticista de moda en aquella època, a causa de la influència de Viollet-le-Duc. Aviat, però, va derivar cap a un eclecticisme en el que va integrar diverses influències i que el va convertir en mentor i guia dels arquitectes joves més inquiets del moment: Lluís Domènech i Montaner, Cristóbal Cascante, Camil Oliveras i Antoni Gaudí.
Va ser un dels impulsors del Cercle Artístic de Sant Lluc. Antoni Gaudí va treballar en nombroses ocasions com delineant de Martorell, i en la seva qualitat d'arquitecte assessor de Josep Maria Bocabella, promotor del Temple Expiatori de la Sagrada Família, fou el que va recomanar a Gaudí per a fer-se càrrec del projecte del temple el 1883.
Joan Martorell era germà d'Àngel Martorell, director de la fàbrica «Güell, Ramis y Cía.», la principal de les empreses de Joan Güell i Ferrer. Aquesta relació va propiciar que tant Güell com el seu cunyat Antonio López li encarreguéssin diverses obres. De fet Martorell treballarà no només molt sovint en relació amb les dues famílies (amb els López a Comillas o amb els Güell a la Torre Satalia, projectant el mateix monument a Joan Güell, etc.) sinó que a més rebrà importants encàrrecs a través d'influència seva: el de l'església el del col·legi dels Jesuïtes a Barcelona per mediació dels López o per la dels Güell, el de l'església barcelonina de Santa Mònica, etc.
En morir, el seu renebot, Bernardí Martorell i Puig, el va fer enterrar al Panteó Bizantí de la Via de Sant Josep del cementiri del Poblenou. El 2 de juliol de 1924, Bernardí va demanar al bisbe Josep Miralles i Sbert autorització per traslladar les despulles de Joan Martorell a l'església de les Adoratrius que havia projectat: el trasllat es va efectuar el 27 de maig de 1927. La tomba fou profanada el juliol de 1936 i les restes de l'arquitecte desaparegueren.

## Fortuna crítica
Martorell, malgrat la seva importància decisiva en la formació del llenguatge característic dels grups d'arquitectes barcelonins més avançats del canvi del segle, no ha estat encara estudiat. Es poden citar algunes poques fonts primàries:
- 'Arquitectura y construcción', núm.172, novembre de 1906, pp. 322-325 i 333-337; 
- B. Bassegoda Amigó, "Joan Martorell i Montells", Anuari de l'Associació d'Arquitectes, 1909, pp. 138-141.
Com a treballs parcials es poden esmentar:
- J.Aymar, «L'Església dels Jesuïtes al carrer de Casp. Síntesi de revivals i solucions eclèctiques», Sumari, núm. 59, 1980, pp. 15-20; 
- R. Alcoy, «La arquitectura religiosa de Joan Martorell y el eclecticismo fin de siglo», D'Art, núm.10, maig de 1984, pàg. 221-239; 
- J.Bassegoda, «L'arquitectura catalana del segle XIX», Espais, núm. 18, juliol-agost de 1989, pp. 52-56; 
- monogràfic breu del Butlletí del Col·legi d'Arquitectes de Catalunya-Demarcació de Girona, núm. 12, març de 1985.
(Recull bibliogràfic extret de Juan José Lahuerta, op. cit. p.64)

## Obres
Martorell va realitzar la major part de la seva obra a Barcelona: 
- Convent de les Adoratrius (1874)
- Església i convent de les Saleses (1877 a 1885)
- Església de Sant Ramon de Penyafort (1882-1890)
- Cambril i cúpula de la Basílica de la Mercè (1888)
- Restauració del monestir de Pedralbes (1897)
- Edifici de la Societat de Crèdit Mercantil al carrer Ample, pel qual va guanyar el primer premi del concurs anual d'edificis artístics de l'Ajuntament de Barcelona. Monument a Joan Güell al mateix edifici. (1901)
- Església de Santa Mònica
- Casa del marquès de Robert, actual Palau Robert (1898-1903)
- Col·legi dels Jesuïtes de Sarrià
- Església de l'Immaculat Cor de Maria de Barcelona (1904)

L'any 1882 va dissenyar un projecte per a la façana de la Catedral de Barcelona, que encara que no va ser aprovat va rebre nombrosos elogis.
També fou l'encarregat de remodelar la Torre Can Feliu, construint un palauet, actual Palau Reial de Pedralbes; aquí també va comptar amb la col·laboració de Gaudí, que es va encarregar de construir la tanca d'entrada i els pavellons de la porteria.
Fora de Barcelona, va construir l'església parroquial de Santa Maria de Portbou, l'església de Sant Esteve de Castellar del Vallès (conjuntament amb Emili Sala i Cortés), el Tercer Misteri de Goig i Primer Dolor del Rosari Monumental de Montserrat, el Palau de Sobrellano a Comillas (1878) i el projecte del convent de Villaricos a Província d'Almeria (1882), en col·laboració amb Gaudí.